# Mortimer Wilson
Pour les articles homonymes, voir Wilson.
Mortimer Wilson, né le 6 août 1876 à Chariton (Iowa) et mort le 27 janvier 1932 à New York, est un compositeur américain, connu notamment pour la musique de plusieurs films de Douglas Fairbanks.

## Filmographie
- 1920 : Le Signe de Zorro, compositeur.
- 1924 : Le Voleur de Bagdad, compositeur.
- 1925 : Don X, fils de Zorro, compositeur.
- 1926 : Le Pirate noir : compositeur.